# Rolf Giesen
Rolf Giesen (* 4. Juli 1953 in Moers) ist ein deutscher Filmwissenschaftler, Filmjournalist und Sachbuchautor. Er ist einer der führenden deutschen Spezialisten für den Fantastischen Film, Trickfilm und Horrorfilm, durch den er zu Beginn der 1980er-Jahre den weitverbreiteten Titel „Dr. Horror“ erhielt.

## Leben
Rolf Giesen studierte Soziologie, Psychologie und Alte Geschichte an der Freien Universität Berlin und promovierte 1979 mit einer Dissertation über den Phantastischen Film zum Dr. phil. Ein Thema, das ihm zur Lebensaufgabe wurde. Er veröffentlichte zahlreiche Artikel und Bücher rund um das Kino des Fantastischen – vom Fantasyfilm, Science-Fiction-Film und Horrorfilm bis hin zu den verschiedenen Techniken des Trickfilms, mit dem er sich besonders intensiv auseinandersetzte. So war er auch von 1982 bis 1984 Vorsitzender des Deutschen Trickfilmverbands e. V. und organisierte Zeichenfilmfestivals. In der jüngeren Zeit hat sich Giesen auch mit den Propagandafilmen des Dritten Reiches beschäftigt.
Giesen ist Mitarbeiter des Filmmuseums Berlin – Deutsche Kinemathek – und dort Leiter einer nach ihm benannten Trickfilmsammlung. Die Rolf-Giesen-Sammlung der Stiftung Deutsche Kinemathek Berlin gilt als eine der besten Kollektionen zum Thema Filmfantastik in Europa. Giesen entwarf auch die Dauerausstellung „Künstliche Welten“ im Filmmuseum Berlin, in deren Zentrum das Lebenswerk des Trickfilmers Ray Harryhausen steht. Weitere von Giesen organisierte Ausstellungen waren „Asterix, Mickey Mouse & Co.“ (1986) und „Cinefantastic“. Zudem steuerte er die Drehbücher für den Animationsfilm Die Digedags in grauer Vorzeit (1999) und die Fernseh-Zeichentrickserie Die unendliche Geschichte (1996) bei. Für die Filme Lorenz im Land der Lügner (1997) und Lauras Stern (2004) fungierte er als Berater und bei Asterix – Operation Hinkelstein (1989) als Produktionsüberwacher.
Neben Lehraufträgen an verschiedenen Universitäten, Fachhochschulen und Filmakademien lehrte Giesen auch als Honorar-Professor an der German Film School for digital production. Er ist Associate-Professor an der Universität Peking, wo er 2007 Vorlesungen hielt. Als „Dr. Horror“ nahm Rolf Giesen Anfang der 80er-Jahre eine Schallplatte mit der Gruppe „Niagara“ auf. Er ist Mitglied der Visual Effects Society in Los Angeles.
Giesen lebt und arbeitet in Berlin und Peking.

## Werke

### Filmsachbücher
- Der phantastische Film. Zur Soziologie von Horror, Science-Fiction und Fantasy im Kino. 2 Bände. Schondorf (Ammersee) 1980.
- Science-Fiction. 50 Klassiker des SF-Kinos, Roloff & Seesslen, Schondorf (Ammersee) 1981.
- zusammen mit Norbert Stresau, Wolfgang J. Fuchs: Der phantastische Film, Edition Achteinhalb, Ebersberg 1983
- Kino wie es keiner mag. Die schlechtesten Filme der Welt, Ullstein, Frankfurt am Main / Berlin / Wien 1984.
- Lexikon des phantastischen Films. Horror – Science-fiction – Fantasy. 2 Bände. Ullstein, Frankfurt am Main / Berlin / Wien 1984.
- Special Effects. King Kong, Orphée und die Reise zum Mond. Mit Beiträgen von L.B. Abbott, Linwood G. Dunn, Helmut Herbst, Peter Kutzner, Theo Nischwitz, Karl Ludwig Ruppel, H. O. Schulze, Douglas Trumbull, Edition Achteinhalb, Ebersberg 1985, ISBN 3-923979-07-X
- Fernsehen, wie es jeder hasst. Ein Horror-Trip durchs Fernsehland, München 1987
- Sagenhafte Welten. Der phantastische Film. Wilhelm Heyne, München 1990, ISBN 3-453-03776-6.
- Lachbomben. Die großen Filmkomiker. Vom Stummfilm bis zu den 40er Jahren, München 1991
- Die großen Filmkomiker. Von 1945 bis heute, München 1993
- Godzilla – Gamera – Gappa. Die Geschichte der japanischen Monsterfilme. Japans Urwelt-Giganten in deutschen Kinos, Berlin 1998
- zusammen mit Ronald M. Hahn, Volker Jansen, Norbert Stresau: Das neue Lexikon des Fantasy-Films. Mehr als 1300 Fantasy-Filme mit filmographischen Angaben, Produktionsdaten, Inhalt, Besetzung und Besprechungen, Berlin 2001
- Lexikon der Special Effects, Berlin 2001
- zusammen mit Ronald M. Hahn: Die schlechtesten Filme aller Zeiten. Eine Reise durch die größten Peinlichkeiten der Kinogeschichte, Berlin 2002
- zusammen mit Ronald M. Hahn, Volker Jansen: Das neue Lexikon des Horrorfilms, Berlin 2002
- Lexikon des Trick- und Animationsfilms. Die große Welt der animierten Filme, Berlin 2003
- zusammen mit Manfred Hobsch: Hitlerjunge Quex, Jud Süß und Kolberg. Die Propagandafilme des Dritten Reiches. Dokumente und Materialien zum NS-Film, Berlin 2005
- Der Angriff der Zukunft auf die Gegenwart: Vergangenheit, Gegenwart und Zukunft der Bewegtbilder Spekulationen diesseits und jenseits der Digitalisierung, Herbert von Halem Verlag 2018
- The Nosferatu Story: The Seminal Horror Film, Its Predecessors and Its Enduring Legacy, Carolina 2019
- Bienenstich und Hakenkreuz: Zeichentrick aus Dachau – die Deutsche Zeichenfilm GmbH, Mühlbeyer Filmbuchverlag 2020
- Golem, Caligari, Nosferatu – A Chronicle of German Film Fantasy, BearManor Media (USA) 2021

### Biographien
- zusammen mit John Boorman: John Boorman – Hope and Glory – Hoffnung und Ruhm. Das Portrait des Kino-Magiers, München 1987
- zusammen mit Ronald M. Hahn: Alfred Hitchcock. Der Meister der Angst, München 1999

### Romane
- Forsthaus Falkenau. (Roman zur gleichnamigen ZDF-Serie), Nürnberg 1996
- Poltergeist: Nacht der Geisterjäger, Nürnberg 1997
- Poltergeist: Dämonenbrut, Nürnberg 1997
- Lexx – The Dark Zone: Rebellen der Galaxis, Nürnberg 1997
- Lexx: Supernova, Nürnberg 1998
- Gegen den Wind, Nürnberg 1998
- The Night the Nazis invaded Hollywood, BearManor Media (USA) 2022

### Als Herausgeber (und zumeist auch Mitverfasser)
- Fantasy. Studien zur Phantastik, Schondorf am Ammersee 1982
- Das große Buch vom Zeichenfilm, Berlin 1982

### Audiokommentare / Sonstiges (Auswahl)
- Die Teufelswolke von Monteville, Anolis, DVD (2009)
- Auf U-17 ist die Hölle los, Anolis, DVD (2009)
- Ungeheuer ohne Gesicht, Anolis, DVD (2009)
- Rakete 510, Anolis, DVD (2010)
- Das Ungeheuer von Loch Ness, Anolis, DVD (2010)
- Die Rache der schwarzen Spinne, Anolis, DVD (2011)
- Der Satan mit den 1000 Masken, Anolis, DVD (2011)
- Der Flug zur Hölle, Anolis, DVD (2012)
- Gigant des Grauens, Anolis, DVD (2012)
- Der Fluch des Dämonen, Anolis, DVD & Blu-ray (2016)
- Schrei wenn der Tingler kommt, Anolis, DVD & Blu-ray (2016)
- Ausgeburt der Hölle, Anolis, DVD (2016)
- Im Sumpf des Grauens, Anolis, DVD & Blu-ray (2016)
- Das Grauen schleicht durch Tokio, Anolis, DVD & Blu-ray (2017)
- Angriff der Riesenkralle, Anolis, DVD & Blu-ray (2017)
- Krieg im Weltenraum, Anolis, DVD & Blu-ray (2017)
- Der 27. Tag, Anolis, DVD & Blu-ray (2018)
- Die Schreckenskammer des Dr. Thosti, Anolis, DVD & Blu-ray (2018)
- IT! – Der Schrecken lauert im All, Anolis, DVD & Blu-ray (2020)
- Donovans Hirn, Anolis, DVD & Blu-ray (2020)
- ..weltraumschiff 'mr1' gibt keine antwort..., Anolis, DVD & Blu-ray (2020)
- Das Todbringende Ungeheuer, Anolis, DVD & Blu-ray (2021)
- Die vier Schädel des Jonathan Drake, Anolis, DVD & Blu-ray (2022)
- Immer bei Anbruch der Nacht, (& Essay als Booklet) Anolis, DVD & Blu-ray (2022)
- Der Koloss von New York, (& Essay als Booklet) Anolis, DVD & Blu-ray (2023)
- Graf Zaroff – Genie des Bösen, Wicked Vision, Blu-ray (2019)
- Wer hat Tante Ruth angezündet?, NSM Records, Blu-ray
- Dracula, Anolis, Blu-ray (2017)
- Die Braut des Satans, Anolis, Blu-ray (2019)
- Rasputin – Der wahnsinnige Mönch, Anolis, Blu-ray (2019)
- Circus der Vampire, Anolis, Blu-ray (2019)
- The Black Torment, Wicked Vision, Blu-ray (2020)
- The Oblong Box,  NSM Records, Blu-ray (2019)
- Color out of Space, Koch Films (2020)
- Dracula und seine Bräute, Anolis, Blu-ray (2015)
- Wie schmeckt das Blut von Dracula?, Anolis, Blu-ray (2018)
- Dracula jagt Mini-Mädchen, Anolis, Blu-ray (2018)
- Draculas Rückkehr, Anolis, Blu-ray (2018)
- Comtesse des Grauens, Anolis, Blu-ray (2015)
- Frankenstein – Die Ultimative Monster Collection, Koch Films, Blu-ray
- The Flesh & Blood Show, Blu-ray (nur Essay als Booklet, 2019)
- Brennender Tod, Koch Films, Blu-ray (2019)
- Die tödlichen Bienen, Wicked Vision, Blu-ray (2019)
- Insel des Schreckens, Koch Films, Blu-ray (2019)
- Die, Monster, die!, Wicked Vision, Blu-ray (2018)
- Shivers, NSM Records, Blu-ray
- Die sieben Pranken des Satans, Wicked Vision, Blu-ray (2018)
- Ein Mann wie Dynamit, Wicked Vision, Blu-ray (2018)
- Das Gesetz bin ich, Wicked Vision, Blu-ray (2018)
- Die Olsenbande, alle 14 Filme, Filmjuwelen (2023)